# Clion (Indre)
Clion (auch: Clion-sur-Indre) ist eine französische Gemeinde mit 1.007 Einwohnern (Stand: 1. Januar 2022) im Département Indre in der Region Centre-Val de Loire; sie gehört zum Arrondissement Châteauroux und zum Kanton Buzançais. Die Einwohner werden Clionnais genannt.

## Geografie
Clion liegt etwa 38 Kilometer nordwestlich von Châteauroux an der Indre, der die Gemeinde im Nordosten begrenzt und in den hier die Ozance mündet. Umgeben wird Clion von den Nachbargemeinden Châtillon-sur-Indre im Norden und Nordwesten, Le Tranger im Norden, Palluau-sur-Indre im Osten und Nordosten, Arpheuilles im Süden und Südosten, Villiers im Süden sowie Murs im Westen und Südwesten.
Durch die Gemeinde führt die frühere Route nationale 143 (heutige D943).

## Bevölkerungsentwicklung
| Jahr                       | 1962 | 1968 | 1975 | 1982 | 1990 | 1999 | 2006 | 2018 |
| Einwohner                  | 1671 | 1561 | 1448 | 1387 | 1243 | 1156 | 1137 | 1014 |
| Quellen: Cassini und INSEE |      |      |      |      |      |      |      |      |

## Sehenswürdigkeiten
- Kirche Sainte-Colombe aus dem 15. Jahrhundert, Monument historique seit 1956
- Kapelle von Varye
- Schloss L'Isle-Savary aus dem 15. Jahrhundert

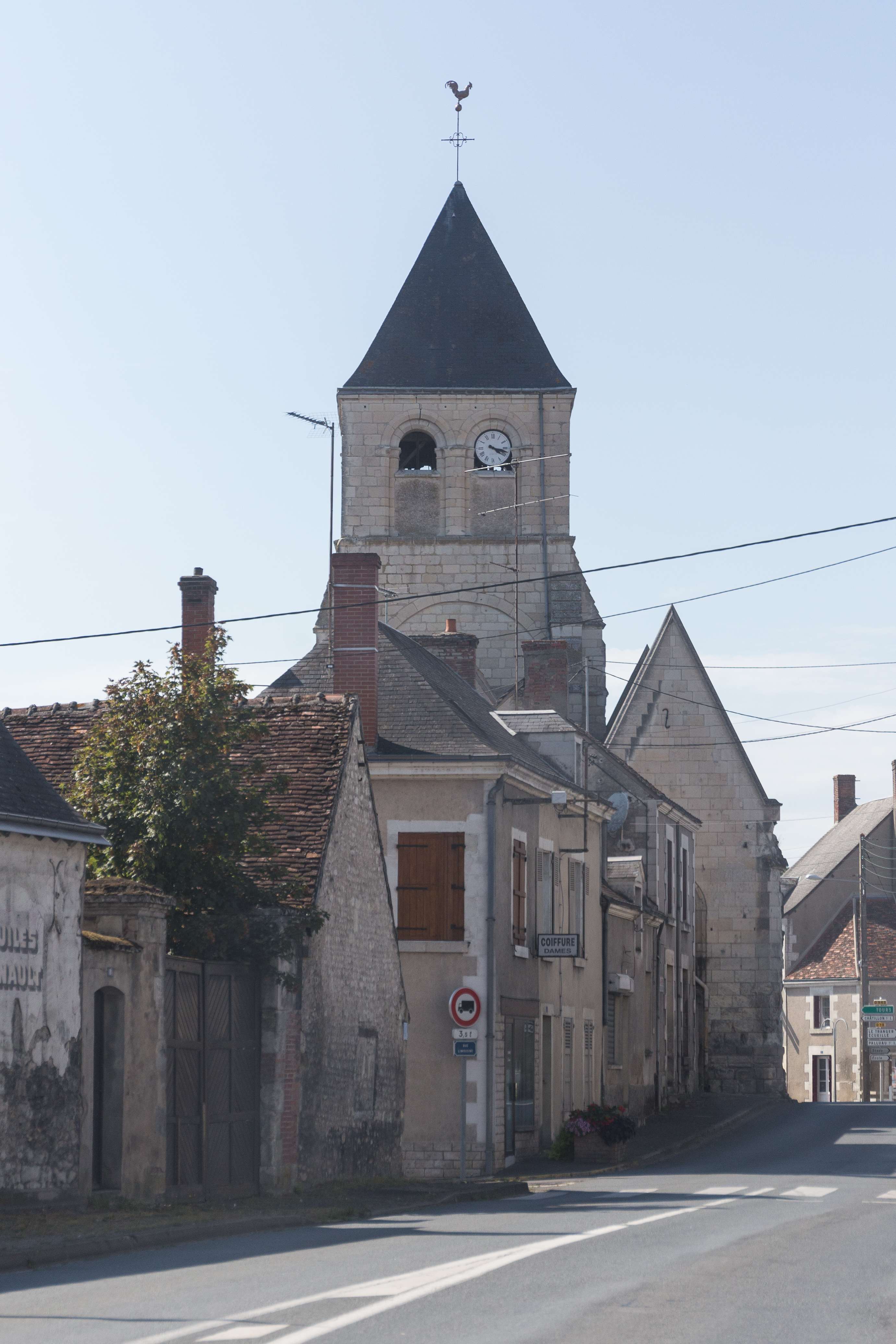
Kirche Sainte-Colombe
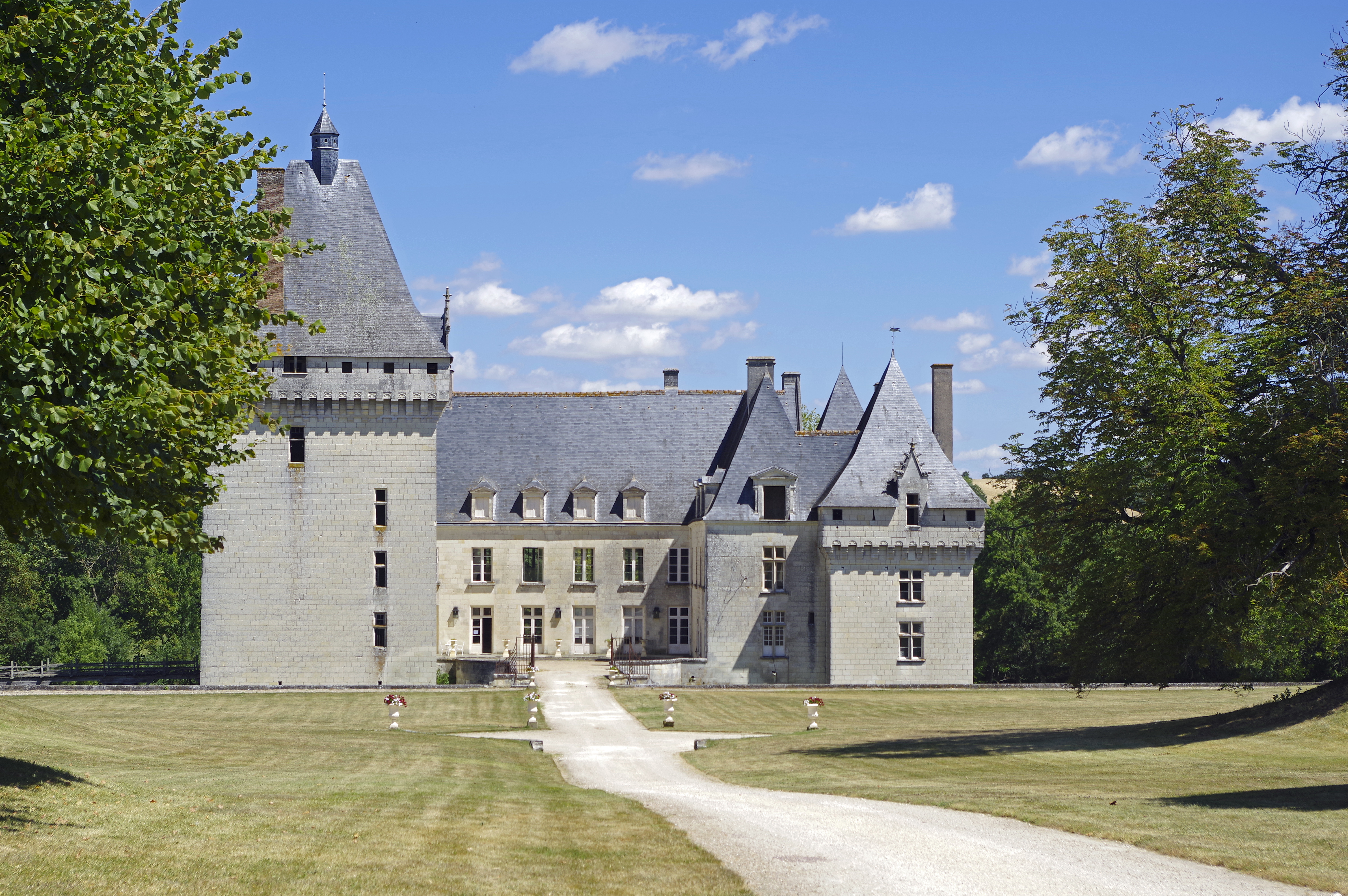
Schloss L'Isle-Savary